# Ryan Guzman
Ryan Anthony Guzman, född 21 september 1987 i Abilene i Texas, är en amerikansk skådespelare och före detta fotomodell. Han är känd för att spela rollen som Sean Asa i dansfilmerna Step Up Revolution och Step Up: All In, Noah Sandborn i den erotiska psykologithrillern The Boy Next Door, och Edmundo "Eddie" Diaz i Fox procedurdrama 9-1-1. Alla dessa tre roller är ledande huvudroller, både på de tre nämnda filmerna, och i TV-serien.
Guzman är uppvuxen i Sacramento i Kalifornien. Han var fram till år 2023 förlovad med den brasilianska skådespelerskan Chrysti Ane (född 1993). Tillsammans med henne har han två barn, en son vid namn Mateo Lopes (född 2019), och en dotter vid namn Genevieve Valentina (född 2021).

## Filmografi (i urval)

### Filmer
- 2012 – Step Up Revolution
- 2014 – Step Up: All In
- 2015 – The Boy Next Door
- 2015 – Jem and the Holograms
- 2016 – Everybody Wants Some!!
- 2018 – Backtrace

### TV-serier
- 2013–2014 – Pretty Little Liars (TV-serie)
- 2015 – Heroes Reborn (TV-serie)
- 2018–nutid – 9-1-1 (TV-serie)
- 2021 – 9-1-1: Lone Star (TV-serie)